# Хасиан, Мустафа
Мустафа Хасиан (фр. Mustapha Haciane; 1935, Руиба, Алжир) — алжирский драматург, писатель
 и поэт, пишущий на французском языке.

## Биография
Родился в семье кабилов (По другим данным, турецкого происхождения). Начал писать стихи в возрасте 17 лет, когда учился в средней школе. В 1950 году встретился с Альбером Камю и отправился на учёбу во Франции, позже в Швейцарию.
Много путешествовал.
Во время своих путешествий написал пьесу «A quoi bon fixer le soleil», которая в 1967 году была поставлена в Женеве в Théâtre de l’Atelier. Вернувшись в Алжир, создал две другие пьесы: «Призыв к насилию» («La Vocation de l’abus») и «L’Escalier d’en face» .
В Рио-де-Жанейро Хасиан написал «Les Orphelins de l’Empereur» («Император и сироты»).
В своих произведениях часто затрагивает социальные проблемы.
Ныне живёт в Париже.

## Избранные произведения
Пьесы
- «Не смотри на солнце» (1974),
- «Император и сироты» (1978)

Романы
- Quand meurent les cigales (1982),
- Une Education algéroise (2010),
- La Furie des Grandeurs (2015)